# Ronnie James Dio
Ronald James Padavona (10 tháng 7 năm 1942 – 16 tháng 5 năm 2010), còn có nghệ danh là Ronnie James Dio, là một ca sĩ kiêm sáng tác nhạc và nhà soạn nhạc người Mỹ. Ông là người hát chính hoặc thành lập nhiều nhóm nhạc xuyên suốt sự nghiệp như Elf, Rainbow, Black Sabbath, Dio và Heaven & Hell.
Mặc dù cha mẹ xuất thân từ Cortland, New York, Dio lại sinh ra ở Portsmouth, New Hampshire, nơi gia đình ông cư trú để cha ông phục dịch cho Quân đội Hoa Kỳ trong Thế chiến II; kế đó họ sớm trở về Cortland. Sự nghiệp âm nhạc của Dio bắt đầu tại nơi đây vào năm 1957 khi ông làm thành viên của Vegas Kings (sau đổi tên là Ronnie and the Rumblers). Năm 1967, ông thành lập ban nhạc rock Elf, và nhóm này trở thành những người diễn khai mạc thường xuyên cho Deep Purple. Năm 1975, Ritchie Blackmore (tay guitar của Deep Purple) thành lập ban nhạc Rainbow và thuê Dio làm ca sĩ; trong thời gian có ông hoạt động, ban nhạc đã phát hành ba album phòng thu. Dio nhanh chóng nổi lên là một trong những giọng ca ưu tú nhất của nhạc rock nặng. Năm 1979, Dio thay thế Ozzy Osbourne làm ca sĩ chính của Black Sabbath và xuất hiện trong ba album phòng thu cùng ban nhạc, cả ba đều gặt hái thành công: Heaven & Hell (1980), Mob Rules (1981) và Dehumanizer (1992). Năm 1982, ông rời đi để thành lập ban nhạc Dio, với hai album giành được chứng chỉ bạch kim của RIAA. Năm 2006, ông lập nên ban nhạc Heaven & Hell với đồng đội cũ Tony Iommi. Năm 2009, Dio bị chẩn đoán mắc ung thư dạ dày, rồi một năm sau ông qua đời vì cơn đau dữ dội.
Dio được xem là một trong những nghệ sĩ nhạc heavy metal vĩ đại và giàu ảnh hưởng nhất mọi thời đại. Ông được ghi nhớ là người phổ biến động tác "Metal Horns" trong văn hóa metal và sáng tác ca từ mang hơi hướng trung cổ. Theo lời chính ca sĩ này, động tác trên bắt nguồn trực tiếp từ động tác giải nạn cổ của người Ý mà bà ông thường làm. Dio sở hữu một chất giọng nội lực và linh hoạt, có thể hát cả nhạc hard rock lẫn những bản ballad nhẹ nhàng hơn. Ông được trao giải "Metal Guru Award" bởi tạp chí Classic Rock vào năm 2006. Ông còn được tuyên dương là "Ca sĩ nhạc metal xuất sắc nhất" tại lễ trao giải Golden Gods Awards của tạp chí Revolver năm 2010 và được nhà báo chuyên về âm nhạc Sacha Jenkins liệt là giọng ca chính hay nhất của thể loại nhạc này vào năm 2013.

## Thân thế
Ronald James "Dio" Padavona sinh ra ở Portsmouth, New Hampshire, có cha mẹ là người Mỹ gốc Ý xuất thân từ Cortland, New York. Gia đình ông chuyển tới Portsmouth từ Cortland nhằm hỗ trợ cha ông phục dịch quân đội Hoa Kỳ trong Thế chiến II, và họ chỉ định cư tại đây một thời gian ngắn trước khi quay lại Cortland. Padavona đã nghe rất nhiều nhạc opera trong lúc lớn lên và chịu ảnh hưởng về giọng hát của ca sĩ tenor người Mỹ Mario Lanza. Ông lần đầu tập luyện âm nhạc bài bản lúc 5 tuổi với những bài học chơi kèn trumpet. Padavona tham dự chương trình ban nhạc ở trường trung học và là một trong những thành viên trẻ nhất được chọn để chơi trong ban nhạc khiêu vũ chính thức của trường. Cũng trong thời gian học trung học, Padavona đã thành lập nhóm nhạc rock-n-roll đầu tiên mang tên The Vegas Kings, sau này sẽ được đổi tên thành Ronnie and the Rumblers và kế đó là Ronnie and the Red Caps. Mặc dù Padavona bắt đầu sự nghiệp rock-n-roll ở vị trí chơi trumpet, ông còn tập luyện ca hát để bổ sung vào bộ kĩ năng của mình và còn lãnh luôn nhiệm vụ chơi guitar bass cho các nhóm nhạc.
Padavona tốt nghiệp Trường trung học Cortland vào năm 1960. Ông được cho là đã nhận được đề nghị cấp học bổng từ Nhạc viện Juilliard danh giá song từ chối do dành tình yêu cho nhạc rock. Thay vào đó, ông đăng ký theo học Đại học tại Buffalo với chuyên ngành dược. Tại đó ông chơi kèn trumpet trong ban nhạc hòa tấu của trường; tuy nhiên, ông chỉ theo học từ năm 1960 đến 1961 và không tốt nghiệp. Tiếp đó ông đăng ký vào Cao đăng bang Cortland nhưng cũng bỏ học giữa chừng. Trong một buổi phỏng vấn vào năm 2000, ông cho biết mình đã theo chuyên ngành chính là lịch sử và chuyên ngành phụ là tiếng Anh. Mặc dù nổi tiếng với chất giọng nội lực, Padavona lại cho biết chưa bao giờ được đào tạo bài bản về thanh nhạc. Thay vào đó ông cho rằng khả năng ca hát của mình có được nhờ sử dụng những kỹ thuật thở mà ông học được trong lúc chơi kèn trumpet.

## Sự nghiệp

### Những năm đầu hoạt động
Sự nghiệp âm nhạc của Dio bắt đầu vào năm 1957, khi một số nhạc sĩ ở Cortland, New York thành lập ban nhạc The Vegas Kings. Đội hình của nhóm gồm có Dio chơi guitar bass, Billy DeWolfe hát chính, Nick Pantas chơi guitar, Tom Rogers chơi trống và Jack Musci chơi saxophone. Ban nhạc tự đổi tên thành Ronnie and the Rumblers. Năm 1958, họ một lần nữa đổi tên thành Ronnie and the Redcaps. Musci rời ban nhạc vào năm 1960, và tay guitar mới là Dick Botoff được kết nạp vào đội hình. The Redcaps phát hành hai đĩa đơn: đĩa đơn đầu là "Conquest"/"Lover" với bài mặt A là một bài hóa tấu gợi đến The Ventures và bài mặt B có DeWolfe hát chính. Đĩa đơn thứ hai là "An Angel Is Missing"/"What'd I Say" với Dio hát chính cả hai bài.
Có nhiều lời giải thích cách mà Padavona lấy nghệ danh "Dio". Một lời giải thích cho rằng cái tên Dio liên hệ tới nhân vật Johnny Dio — thành viên của băng xã hội đen. Một lời giải thích khác lại cho hay bà của Padavona từng nói rằng ông đã nhận được một món quà từ Thượng đế và nên lấy tên là "Dio" ("Thượng đế" bằng tiếng Ý), mặc dù giả thiết này đã bị Wendy (góa phụ của Padavona) bác bỏ trong buổi phỏng vấn vào tháng 2 năm 2017. Padavona lần đầu lấy nghệ danh Dio trong một bản thu nhạc vào năm 1960, khi ông điền cái tên ấy vào bìa sản phẩm thứ hai của ban nhạc trên Seneca. Ngay sau đó ban nhạc đổi tên thành "Ronnie Dio and the Prophets". Đội hình của the Prophets kéo dài trong nhiều năm, đi lưu diễn khắp vùng New York và biểu diễn ở các buổi tiệc hội sinh viên đại học. Họ đã sản xuất một đĩa đơn cho Atlantic Records và một album. Một vài đĩa đơn (như "Mr. Misery", phát hành trên Swan) đã đề tên Ronnie Dio là nghệ sĩ solo ngay cả khi các thành viên còn lại của the Prophets cũng góp sức làm bản nhạc. Nhóm đã phát hành nhiều đĩa đơn trong nhiều năm sau, đến tận đầu năm 1967. Dio tiếp tục dùng tên khai sinh để ghi công bất cứ sáng tác nào trên các đĩa nhạc.
Cuối năm 1967, Ronnie Dio và the Prophets đổi thành một ban nhạc mới tên là The Electric Elves và tuyển một nghệ sĩ đánh keyboard. Sau khi bình phục từ một vụ tai nạn xe hơi chết người vào tháng 2 năm 1968 (cướp đi sinh mạng của tay guitar Nick Pantas, đồng làm Dio và các thành viên khác nhập viện trong thời gian ngắn), nhóm đã rút gọn tên là The Elves và sử dụng cái tên này cho đến giữa năm 1972, nhóm cho ra album đúng nghĩa đầu tiên dưới cái tên Elf. Vài năm sau, nhóm tiếp tục trở thành những người diễn khai mạc cho Deep Purple. Elf thu âm ba album trước khi các thành viên tham gia ghi âm album đầu tiên của Rainbow vào đầu năm 1975 – là nguyên nhân làm Elf bị giải tán.

### Rainbow

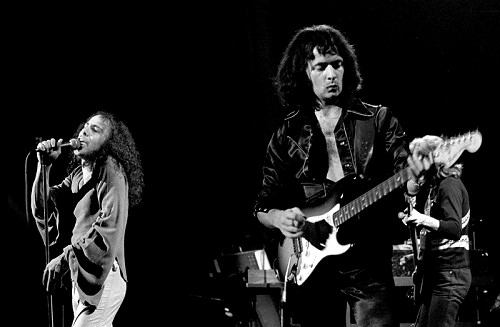
Dio và Ritchie Blackmore biểu diễn với Rainbow

Giữa thập niên 1970, giọng hát của Dio đã lọt vào mắt xanh của Ritchie Blackmore (tay guitar của Deep Purple, vốn đang lên kế hoạch rời nhóm này do những khác biệt sáng tạo về hướng đi mới của ban nhạc). Blackmore mời Dio cùng với Gary Driscoll ghi âm hai ca khúc tại Tampa, Florida vào ngày 12 tháng 12 năm 1974. Blackmore cho biết vào năm 1983, "Tôi rời Deep Purple bởi tôi gặp được Ronnie Dio, và anh ấy là người rất dễ làm việc cùng. Lúc đầu anh ấy chỉ định làm một bài trong một đĩa LP solo, nhưng sau cùng chúng tôi ghi hết cả LP trong ba tuần, làm cho tôi vô cùng hào hứng." Do hài lòng với kết quả giành được, Blackmore quyết được kết nạp thêm các nhạc công của Elf và thành lập ban nhạc của riêng mình, lúc đầu đặt tên là Ritchie Blackmore's Rainbow. Họ phát hành album đầu trùng tên Ritchie Blackmore's Rainbow vào đầu năm 1975. Sau đó, Dio thu thêm hai album phòng thu (Rising và Long Live Rock 'n' Roll), album nhạc sống On Stage và hai album nhạc sống lưu trữ (Live in Munich 1977 và Live in Germany 1976) với Blackmore. Trong thời gian gắn bó với Rainbow, Dio và Blackmore là những thành viên duy nhất thường xuyên túc trực. Dio được ghi công cho những album kể trên bởi đã sáng tác toàn bộ phần lời cũng như hợp tác với Blackmore để chuyển soạn. Dio và Blackmore chia tay, rồi Blackmore đưa ban nhạc đi theo hướng thương mại hơn với Graham Bonnet đảm trách phần hát và album Down to Earth.

### Black Sabbath
Sau khi chia tay Rainbow vào năm 1979, Dio gia nhập Black Sabbath và thế chỗ của Ozzy Osbourne vừa bị sa thải. Dio tình cờ gặp gỡ nghệ sĩ guitar Tony Iommi của Sabbath tại quán bar The Rainbow, phố Sunset Strip ở Los Angeles vào năm 1979. Cả hai người đều ở hoàn cảnh giống nhau, Dio đang tìm một dự án mới còn Iommi thì cần ca sĩ. Dio nói về buổi gặp mặt, "Đó hẳn là định mệnh rồi, bởi chúng tôi đã kết nối ngay tức thì." Hai người giữ liên lạc cho đến khi Dio đặt chân đến nhà của Iommi ở Los Angeles để làm các buổi chơi nhạc giao lưu thư giãn và tìm hiểu nhau. Vào hôm đầu tiên ấy, bộ đôi đã sáng tác ca khúc "Children of the Sea" (xuất hiện trong album Heaven and Hell và album này là sản phẩm đầu tiên mà ban nhạc thu âm với Dio hát chính, phát hành vào năm 1980.)
Album kế tiếp Mob Rules có sự tham gia của tay trống mới Vinny Appice. Các xung đột cá nhân bắt đầu nhen nhóm trong nội bộ ban nhạc. "Ronnie vào ban nhạc và anh ấy làm bất cứ thứ gì chúng tôi dặn, cơ bản là vì anh ấy muốn có việc. Album kế tiếp của chúng tôi có chút khác biệt," Iommi nhớ lại. Năm 1982, mâu thuẫn bộc phát trong lúc trộn âm album Live Evil. Iommi xác nhận rằng kĩ thuật viên của album bắt đầu phàn nàn với ông rằng anh sẽ làm một bản mix cả ngày dài, chỉ để nhờ Dio trở lại phòng thu vào ban đêm để "tự làm bản mix riêng", giúp cho giọng hát của nam ca sĩ nổi trội hơn. Phát ngôn này đã bị Dio phủ nhận. Mâu thuẫn này là nguyên nhân làm Dio và Appice sau cùng bỏ ban nhạc vào cuối năm đó.
Năm 1991, Dio trở lại Black Sabbath để ghi âm album Dehumanizer. Album chỉ gây một cơn sốt nhỏ, lọt vào top 40 ở Liên hiệp Anh và #44 trên Billboard 200. Đĩa đơn "Time Machine" thì được cho vào Wayne's World — bộ phim điện ảnh ăn khách thứ 10 của năm 1992. Hết năm 1992, Dio và Appice một nữa rời ban nhạc với lý do không thể làm việc cùng Iommi và Butler.

### Dio
Do muốn tiếp tục gắn bó trong một ban nhạc, Dio và Appice lập nên nhóm Dio vào năm 1982. Vivian Campbell là người chơi guitar và Jimmy Bain thì đánh bass; Jimmy là người mà Dio quen biết từ những ngày ở nhóm Rainbow. Album đầu tay của họ là Holy Diver có các đĩa đơn hit là "Rainbow in the Dark" và "Holy Diver". Ban nhạc tuyển mộ nghệ sĩ đánh keyboard Claude Schnell và ghi âm thêm hai album phòng thu dài nữa là The Last in Line và Sacred Heart. Một đĩa nhạc sống đáng chú ý là A Special From The Spectrum được ghi hình trong chuyến lưu diễn thế giới thứ hai của ban nhạc và chỉ phát hành trên băng VHS. Ban nhạc đã trải qua nhiều thay đổi nhân sự trong nhiều năm, sau cùng chỉ còn Dio là người sáng lập duy nhất vẫn gắn bó vào năm 1990. Ngoại trừ chút ít thời gian giải lao, Dio và ban nhạc luôn đi lưu diễn hoặc thu nhạc. Họ phát hành tới 10 album với Master of the Moon là album cuối, được thu âm vào năm 2004.

### Heaven & Hell

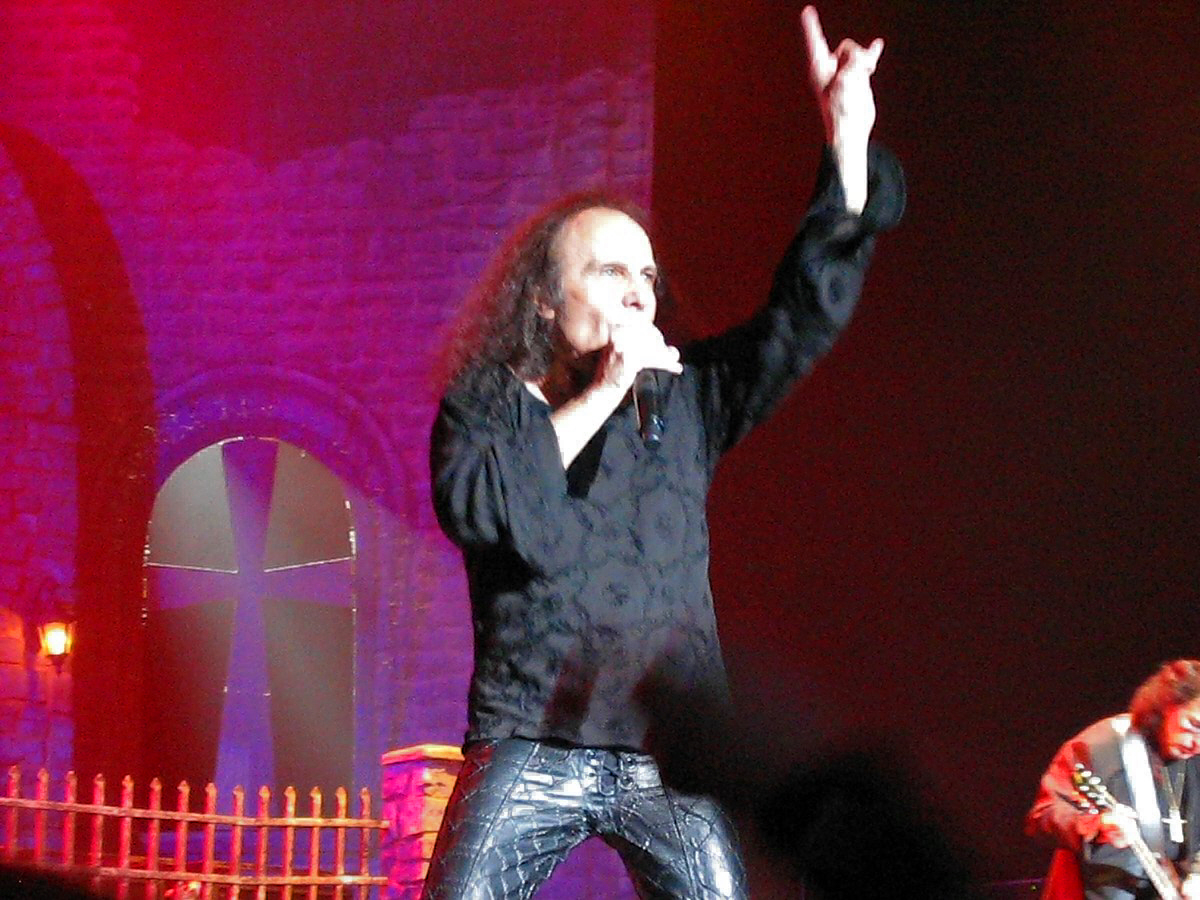
Dio giơ "ngón sừng", một động tác thông dụng của các nghệ sĩ và người hâm mộ nhạc heavy metal

Tháng 10 năm 2006, Dio cùng Tony Iommi, Geezer Butler — các thành viên của Black Sabbath và cựu tay trống của nhóm là Vinny Appice đi lưu diễn với dự án mới là Heaven & Hell, tên album đầu tiên của Black Sabbath thuộc kỷ nguyên Dio. Họ chọn cái tên Heaven & Hell bởi Iommi và Butler vẫn ở trong Black Sabbath với Osbourne và thấy đây là cách tốt nhất để dùng một biệt hiệu khác cho phiên bản ban nhạc của Dio. Cả tay trống sáng lập Black Sabbath là Bill Ward cũng tham gia dự án này, song sau đó lại rút lui. Năm 2007, ban nhạc ghi âm ba bài hát mới dưới cái tên Black Sabbath cho album biên tập Black Sabbath: The Dio Years. Năm 2008, ban nhạc hoàn tất chuyến lưu diễn thế giới kéo dài trong 98 ngày. Nhóm phát hành một album dưới cái tên Heaven & Hell là The Devil You Know, được giới chuyên môn và khán giả đón nhận. Họ còn dự kiến phát hành thêm một đĩa nhạc nữa vào năm 2010.

### Các dự án khác
Năm 1974, Dio hát trong một album chủ đề The Butterfly Ball and the Grasshopper's Feast do Roger Glover sản xuất kiêm chỉ huy dàn nhạc. Album còn có mặt của các ca sĩ khách mời khác như Glenn Hughes (cựu thành viên của Deep Purple) và David Coverdale. Dio đã góp giọng trong các bài hát "Homeward", "Sitting in a Dream" và đĩa đơn Love Is All ở Anh.
Năm 1980, Dio góp giọng trong album nhạc progressive rock đề tài Cơ đốc giáo Seeds of Change của Kerry Livgren. Ông hát trong các bài "Live For the King" và "The Mask of the Great Deceiver." Năm 1985, Dio góp sức cho câu trả lời của thế giới nhạc metal gửi tới Band Aid và USA for Africa với dự án Hear 'n Aid. Với sự quy tụ của dàn ngôi sao nhạc heavy metal—đứa con tinh thần của những đồng đội đồng hương của Dio là Campbell và Bain—ông đã góp giọng trong đĩa đơn "Stars" và một album đầy ca khúc từ các nghệ sĩ khác để đem đi từ thiện. Dự án thu về 1 triệu đô la Mỹ trong một năm. Năm 1997, Dio có vai khách mời trong In a Metal Mood: No More Mr. Nice Guy của Pat Boone — một album tập hợp các bài hát heavy metal nổi tiếng được chơi theo phong cách big band. Dio còn hát bè trong màn thể hiện bài "Holy Diver" của Boone. Năm 1999, ông diễn giễu nhại trong chương trình hoạt hình South Park ở tập phim "Hooked on Monkey Fonics", mà sau này được ông miêu tả là "tuyệt vời."
Tenacious D đã sáng tác một bài hát tri ân mang tên "Dio" xuất hiện trong album trùng tên của nhóm. Bài hát hát giải thích ông phải "trao trách nhiệm" cho một thế hệ mới ra sao. Dio được cho là đã tán thành ca khúc và gật đầu để Tenacious D xuất hiện trong MV bài "Push" trích từ album Killing the Dragon của ông vào năm 2002. Ông còn có mặt trong phim Tenacious D in The Pick of Destiny, tự thủ vai chính mình và góp giọng khách mời trong bài ca nhạc mở màn bộ phim là "Kickapoo." Năm 2005, Dio được tiết lộ là chủ nhân giọng nói của Dr. X trong Operation: Mindcrime II – tác phẩm tiếp nối album bán chủ đề Operation: Mindcrime của Queensrÿche. Vai của ông được chiếu trong một video thu trước chuyến lưu diễn tiếp theo, và Dio xuất hiện trên sân khấu để hát trực tiếp ít nhất một lần (tất cả đều có ghi trong đĩa DVD Mindcrime at the Moore).

## Đời tư

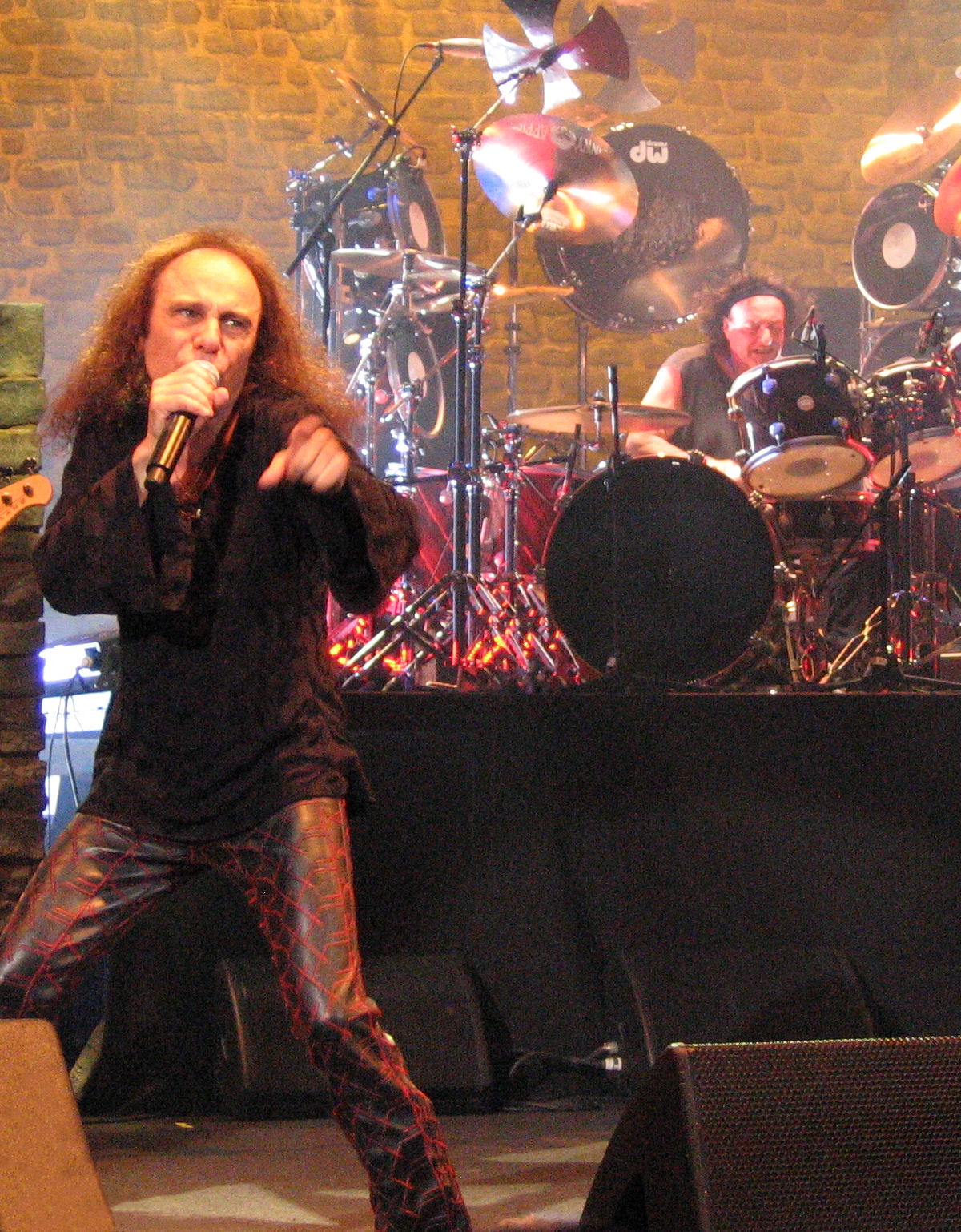
Dio và tay trống Vinny Appice biểu diễn cùng Heaven & Hell tại Katowice, Ba Lan vào tháng 6 năm 2007

Dio từng kết hôn với người vợ đầu, Loretta Berardi (sinh 1941) vào năm 1963; họ nhận nuôi một cậu con trai là tiểu thuyết gia Dan Padavona. Sau khi ly hôn Berardi, năm 1978 ông cưới Wendy Walters (sinh 1945), vợ cũ của tay trống Aynsley Dunbar (cưới năm 1966) và tay guitar Ricardo Gaxiola (cưới 1972, ly hôn 1977) – từng là quản lý của ông. Ở thập niên 1980, bà là người quản lý các ban nhạc rock ở Los Angeles như Rough Cutt, NuHaven, Cold Sweat và Hellion. Sau khi Dio từ trần vào năm 2010, góa phụ của ông kết hôn với Omar Gimenez vào năm 2012. Tháng 9 năm 2003, ông bị tai nạn làm đứt ngón cái trong lúc làm vườn, do bị một thần lùn giữ vườn nặng đè lên. Dio lo ngại rằng ông sẽ không bao giờ có thể giơ động tác tay metal horns được nữa, song một bác sĩ đã cố gắn nó lại.

### Bệnh tật và qua đời

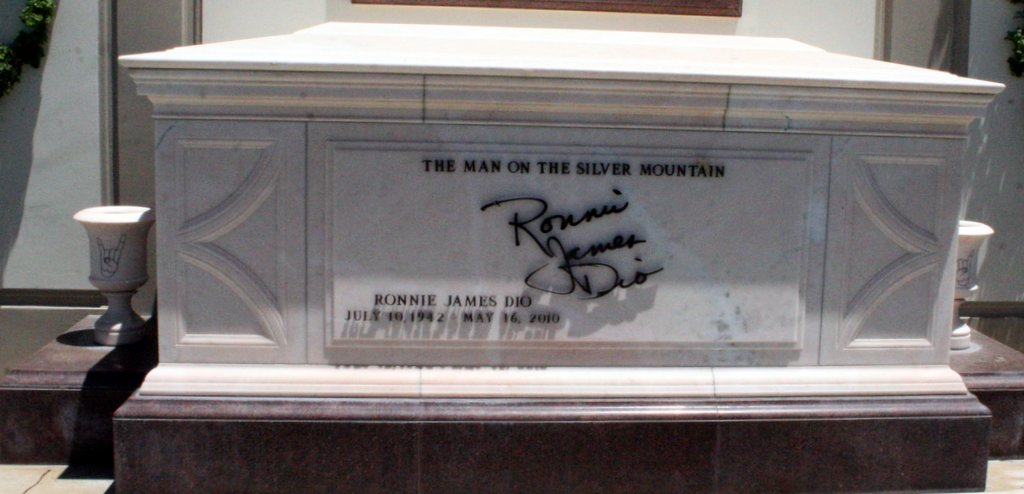
Mộ của Dio (có ghi ký hiệu "giơ ngón sừng" trên hộp đựng tro cốt)

Ngày 25 tháng 11 năm 2009, Dio thông báo ông bị chẩn đoán mắc ung thư dạ dày và trải qua đợt điều trị tại Trung tâm ung thư MD Anderson ở Houston, Texas. Ngày 4 tháng 5 năm 2010, Heaven & Hell thông báo họ đã hủy các ngày lưu diễn hè do bệnh tình của Dio. Buổi trình diễn trực tiếp cuối của ông với Heaven & Hell diễn ra vào ngày 29 tháng 8 năm 2009 tại Atlantic City, New Jersey. Dio qua đời vì bạo bệnh vào ngày 16 tháng 5 năm 2010.
Hai tuần sau khi Dio mất, một buổi lễ tưởng niệm công khai được tổ chức tại Hội trường Tự do, Forest Lawn Hollywood Hills, Los Angeles. Hội trường chật kín sức chứa với nhiều người hâm mộ đứng ngoài để theo dõi buổi lễ qua nhiều màn hình lớn đặt ở phía đông và phía nam của hội trường. Bạn bè, gia đình, đồng đội cũ và hiện tại của Dio đều có những bài phát biểu và biểu diễn như Rudy Sarzo, Geoff Tate, John Payne, Glenn Hughes, Joey Belladonna và Scott Warren (tay đánh keyboard của Heaven & Hell). Trên màn hình còn có chiếu kèm một đoạn phim tài liệu lước qua sự nghiệp của Dio từ những ngày đầu ông hoạt động với nhóm Elf cho đến dự án cuối của ông với Heaven & Hell.

## Di sản

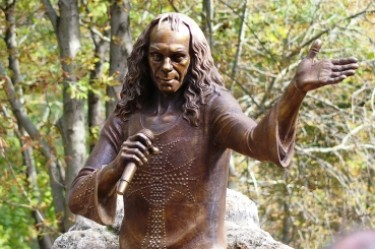
Tượng tri ân Dio ở Kavarna, Bulgaria

Sự nghiệp của Dio kéo dài hơn 50 năm. Trong giai đoạn này, cụ thể là ở thế kỉ 21, ông đã nhận được hàng loạt danh hiệu và giải thưởng. Ông được ghi dành vào Đại sảnh danh vọng thành phố Cortland vào năm 2004 và có một con phố đặt theo tên mình tại đó là Đường Dio. Tạp chí Classic Rock thì trao cho Dio giải "Metal Guru Award" tại lễ trao giải thưởng niền "Roll of Honour" của họ vào năm 2006. Ngày 17 tháng 1 năm 2007, Dio được ghi danh vào Đại lộ danh vọng rock của Trung tâm Guitar ở Hollywood. Dio được tuyên dương là "Ca sĩ nhạc metal hay nhất" tại lễ trao giải Golden Gods Awards của tạp chí Revolver vào tháng 4 năm 2010 nhờ màn thể hiện trong album The Devil You Know, biến ông thành chủ nhân giải thưởng lớn tuổi nhất (67 tuổi). Ông đã trực tiếp đến nhận giải, và đây cũng là lần cuối ông xuất hiện trước công chúng, để rồi chỉ một tháng sau thì ông khuất núi.
Sân khấu chính của nhạc hội Bloodstock Open Air cũng được đặt theo tên Dio để tri ân ông sau khi Heaven & Hell rút lui khỏi sự kiện bởi cái chết của ông. Đồng thời, sân khấu chính của nhạc hội Masters of Rock cũng mang tên ông kể từ hè năm 2010. Một bức tượng Dio đã được khánh thành ở Kavarna, Bulgaria. Tại Mexico, nhạc hội metal lớn nhất được đặt tên là "Hell and Heaven" nhằm tôn vinh Dio; ban tổ chức cho biết nhạc hội được đặt tên như vậy vì họ đã từng hợp tác với Dio, xem ông là "ca sĩ và nhân vật vĩ đại nhất mà chúng tôi từng làm việc cùng, một con người thật sự khiêm tốn."
Tạp chí Rolling Stone tán dương Dio bằng những lời sau: "Không chỉ những chiếc kèn khổng lồ của ông mới làm nên Ronnie James Dio — mà là tinh thần sôi nổi của ông ấy... thứ luôn nổi trội là lòng trắc ẩn mãnh liệt của Dio dành cho những thiếu nhi rock & roll lạc lối trong đám khán giả của ông. Dio chưa bao giờ giả vờ mình là một trong những đứa trẻ — ông hát như một người lớn cam đoan với chúng ta rằng chúng ta không đơn độc trong nỗi đau của mình, và thậm chí một ngày nào đó ta có thể tự hào vì đã chinh phục được nó."
Ngày 10 tháng 7 năm 2011, nhân dịp sinh nhật Dio, quê nhà Cortland, New York của ông đã tổ chức một sự kiện kéo dài trong một ngày quy tụ nhiều ban nhạc và tài năng địa phương ở trung tâm New York nhằm biểu diễn từ thiện cho quỹ Stand Up and Shout Cancer phục vụ nghiên cứu ung thư và buổi hòa nhạc tưởng nhớ Dio. Một phần số tiền thu được từ sự kiện được dùng để gây quỹ cho một suất học bổng âm nhạc tưởng niệm thuộc trường trung học của thành phố đặt theo tên ông. Ngày 31 tháng 3 năm 2014, album tri ân Ronnie James Dio This Is Your Life được phát hành. Nhạc phẩm được tổ chức và sản xuất bởi Wendy Gaxiola; số tiền thu được từ bán album sẽ đem đi phúc lợi cho Quỹ Ronnie James Dio Stand Up and Shout Cancer.
Ngày 6 tháng 8 năm 2016, một tấm ảnh toàn ký của cố ca sĩ (do Eyellusion sáng tạo) đã có màn ra mắt khán giả tại nhạc hội Wacken Open Air Festival. Một tấm ảnh toàn ký thứ hai được tạo ra cho chuyến lưu diễn thế giới kế tiếp, khai mạc từ ngày 6 tháng 12 năm 2017 tại Bochum, Đức. Ngày 18 tháng 1 năm 2017, Dio được ghi danh vào Đại sảnh lịch sử nhạc heavy metal. "Tôi đoán nếu tôi có để lại bất kì loại dấu ấn nào", Dio phát ngôn vào năm 1987, "đó là Heaven and Hell và rất nhiều Rainbow Rising."